# Fell Terrier
El término Fell Terrier se refiere a varios tipos regionales de terrier de trabajo de patas largas en el Reino Unido, y se podría argumentar que no se refiere a una raza específica de perro.

## Descripción y propósito
Los fell terriers son tipos de pequeños terriers laborables desarrollados en Cartmell Fell, norte de Inglaterra y utilizados como perros de caza. Pueden ser una cruza de razas o una raza pura. Los tipos de Fell terrier son típicamente pequeños, normalmente pesan 6.5 kg, y tienen pecho estrecho, con objeto de ser apto a los túneles de los animales que cazan. Los fell terriers poseen piernas largas, con un áspero abrigo, a menudo rojo o negro. Crossbreeding con otra caza Terriers en el principio causó el aspecto variara.
Los Fell Terriers se crían por su capacidad de caza y su caracter juguetón más que por un estándar de apariencia. Cazan en manada o solos. El Fell Terrier fue desarrollado originalmente por Hunt Joe Bowman, uno de los primeros criadores de Border Terrier, donde fueron usados los mejores Red Fell terriers disponibles para él, para poder continuar sus esfuerzos para refinar aún más el Fell Terrier para cazar zorros, pues se creía que estos causaban graves pérdidas a los pastores de ovejas. El perro fue producido para tener patas largas y ligeras para seguir a los cazadores a través de la nieve espesa y un pecho estrecho para seguir al zorro en una guarida subterránea, pero, sobre todo, para ser perseverantes, resilientes y veloces. En la caza, un terrier sigue al zorro rojo bajo tierra hasta su guarida, donde lo mata o lo retiene hasta que el cazador desentierra al perro y al zorro. Los Fell Terriers se han utilizado en los Estados Unidos durante varias generaciones, para la caza menor.

## Razas
Varias razas con nombre se han desarrollado a partir del tipo Fell terrier, como Lakeland Terrier, Border Terrier, Patterdale Terrier, Scorrier terrier y otras razas desarrolladas localmente. Todos a veces se llaman "Fell Terrier" indistintamente con el nombre de su raza. El "National Terriers Club LLC", el "American Fell Terrier International" ha publicado un estándar de Fell Terrier. En Alemania, el Jagdterrier se desarrolló a partir de Fell terriers en la década de 1920. Los Fell Terriers pueden descender de un tipo muy antiguo de terrier de patas largas conocido como Terrier Black and Tan de pelaje áspero, similar al Terrier galés actual.